# Радісне (Шепетівський район)

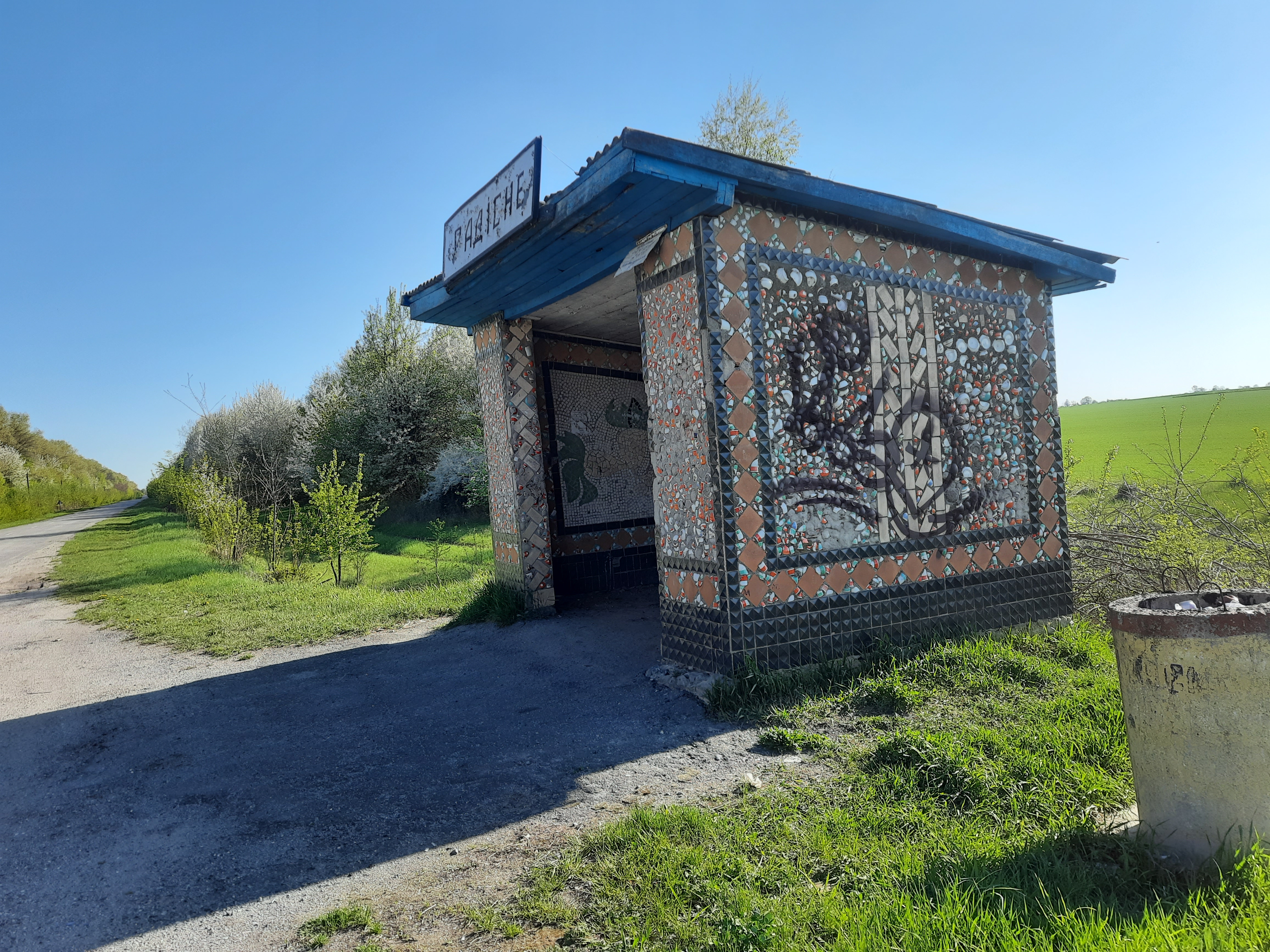
Автобусна зупинка біля села

Радісне (до 2016 року — Радгоспне) — село в Україні, в Полонській міській громаді Шепетівського району Хмельницької області. Населення становить 224 особи.

## Історія
До 1987 року - поселення Варварівського відділення бурякорадгоспу “Новоселицький”.
12 червня 2020 року, відповідно до розпорядження Кабінету Міністрів України № 727-р «Про визначення адміністративних центрів та затвердження територій територіальних громад Хмельницької області», увійшло до складу Полонської міської територіальної громади.
19 липня 2020 року, в результаті адміністративно-територіальної реформи та ліквідації Полонського району, село увійшло до складу Шепетівського району.

## Географія
Село розташоване на лівому березі річки Деревички.

## Населення

### Мова
Розподіл населення за рідною мовою за даними перепису 2001 року:
| Мова            | Кількість | Відсоток |
| --------------- | --------- | -------- |
| українська      | 219       | 97.77%   |
| російська       | 3         | 1.33%    |
| білоруська      | 1         | 0.45%    |
| інші/не вказали | 1         | 0.45%    |
| Усього          | 224       | 100%     |

## Постаті
- Апарін Богдан Вікторович (1986—2023) — солдат Збройних сил України, учасник російсько-української війни.